# Tina Clayton
Tina Clayton (* 18. August 2004) ist eine jamaikanische Leichtathletin, die sich auf den Sprint spezialisiert hat. Auch ihre Zwillingsschwester Tia Clayton ist als Sprinterin aktiv.

## Sportliche Laufbahn
Erste Erfahrungen bei internationalen Meisterschaften sammelte Tina Clayton im Jahr 2021, als sie bei den U18-NACAC-Meisterschaften in San José in 11,17 s die Goldmedaille im 100-Meter-Lauf gewann und auch mit der jamaikanischen 4-mal-100-Meter-Staffel in 45,49 s siegte. Anschließend gewann sie bei den U20-Weltmeisterschaften in Nairobi in 11,09 s die Goldmedaille über 100 Meter und siegte im Staffelbewerb mit neuem U20-Weltrekord von 42,94 s. Im Jahr darauf siegte sie bei den CARIFTA Games im heimischen Kingston in 11,22 s über 100 Meter und verbesserte mit der Staffel den U20-Weltrekord auf 42,58 s. Anschließend verteidigte sie bei den U20-Weltmeisterschaften in Cali mit neuem Meisterschafts- und U20-Landesrekord von 10,95 s ihren Titel über 100 Meter und siegte auch mit der Staffel in 42,59 s und lief damit knapp an die Weltrekordzeit heran.

## Persönliche Bestzeiten
- 100 Meter: 10,95 s (−0,1 m/s), 3. August 2022 in Cali (jamaikanischer U20-Rekord)
- 200 Meter: 23,30 s (+0,5 m/s), 17. April 2021 in Kingston